# Burg Rappenburg
Die Burg Rappenburg, auch Altes Schloss genannt, ist eine abgegangene Höhenburg auf 490 m ü. NN im Bereich der Wüstung Rappenburg östlich der Gemeinde Stimpfach im Landkreis Schwäbisch Hall in Baden-Württemberg.
Der an der Spitze eines Westsporns rund 60 Höhenmeter über den sich vereinenden Tälern des Sägbachs und seines Zuflusses Hainenbach liegende Burgstall war vermutlich eine vorgeschichtliche Ringwallanlage. Für eine mittelalterliche Burganlage gibt es keine urkundlichen Belege.